# 皮奇莱穆

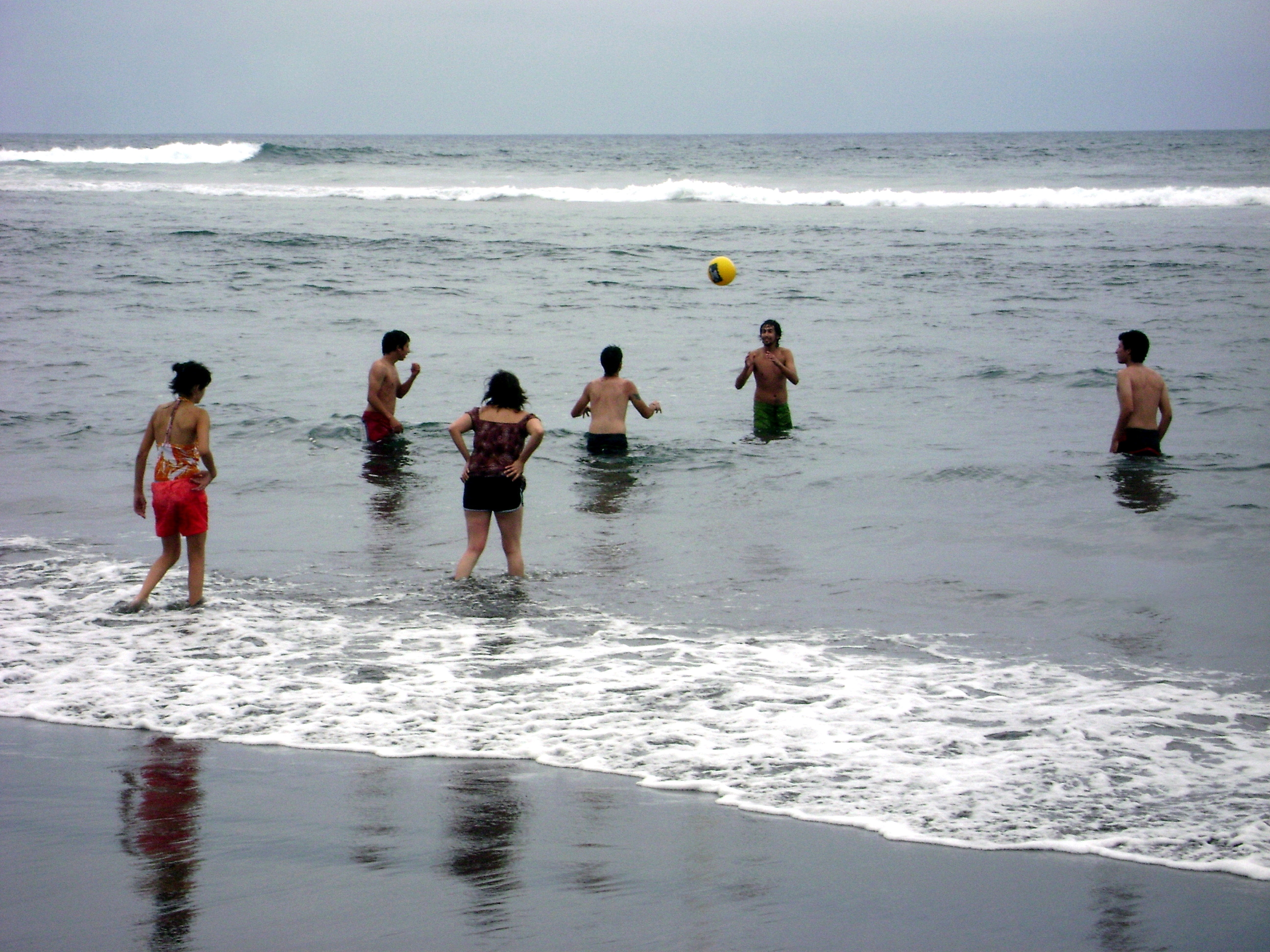
皮奇莱穆的海滩。

皮奇莱穆是智利中部的一座旅游城市与社区。它是卡德纳尔卡罗省的首府。
皮奇莱穆的海滩被称为世界上最佳的冲浪地点之一，特别是Punta de Lobos附近，冲浪比赛经常在那里举行。

## 图片

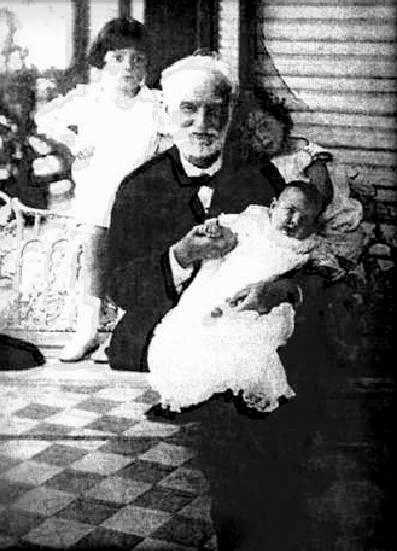
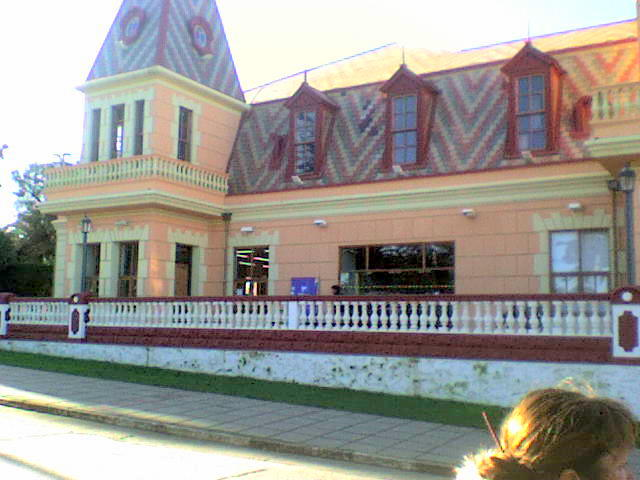
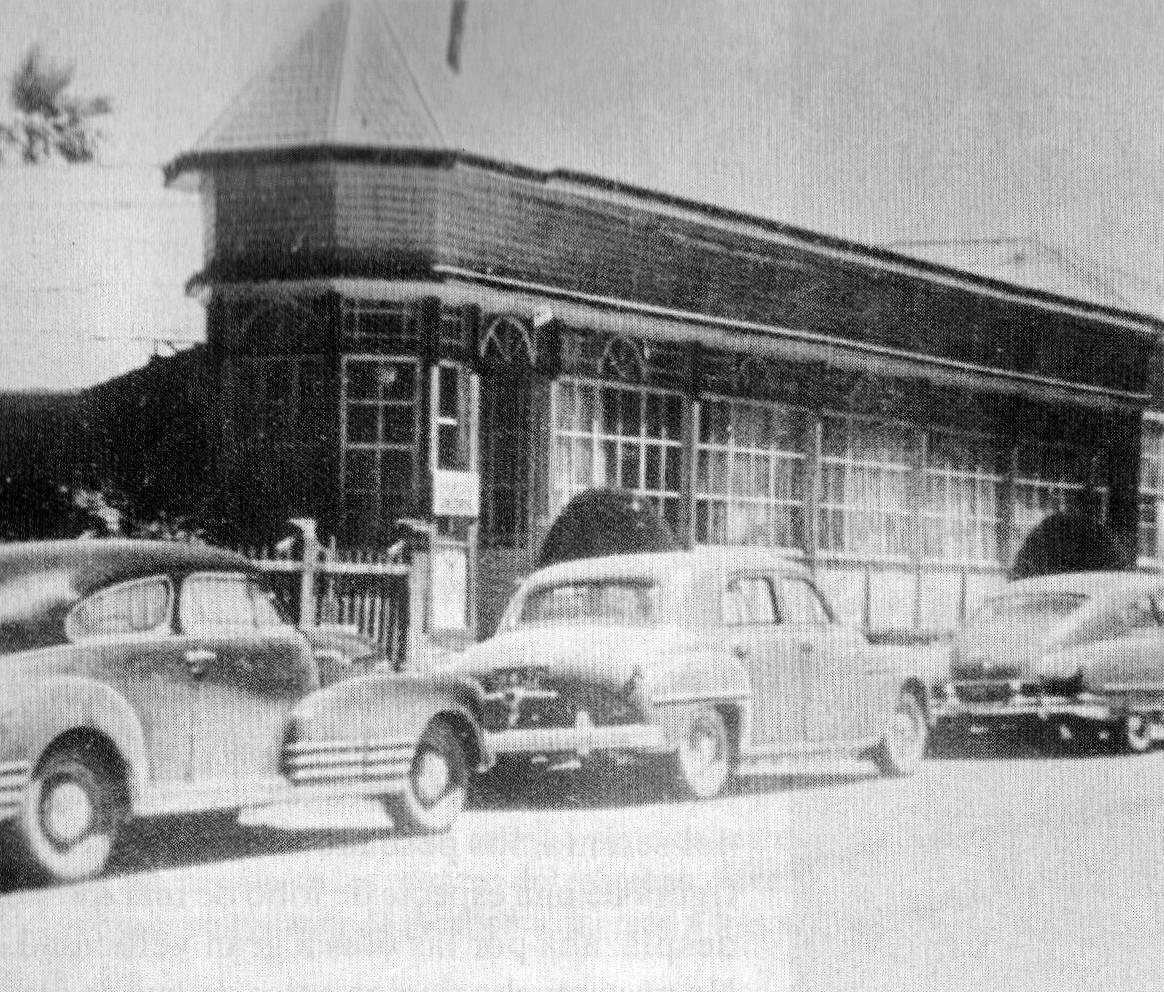
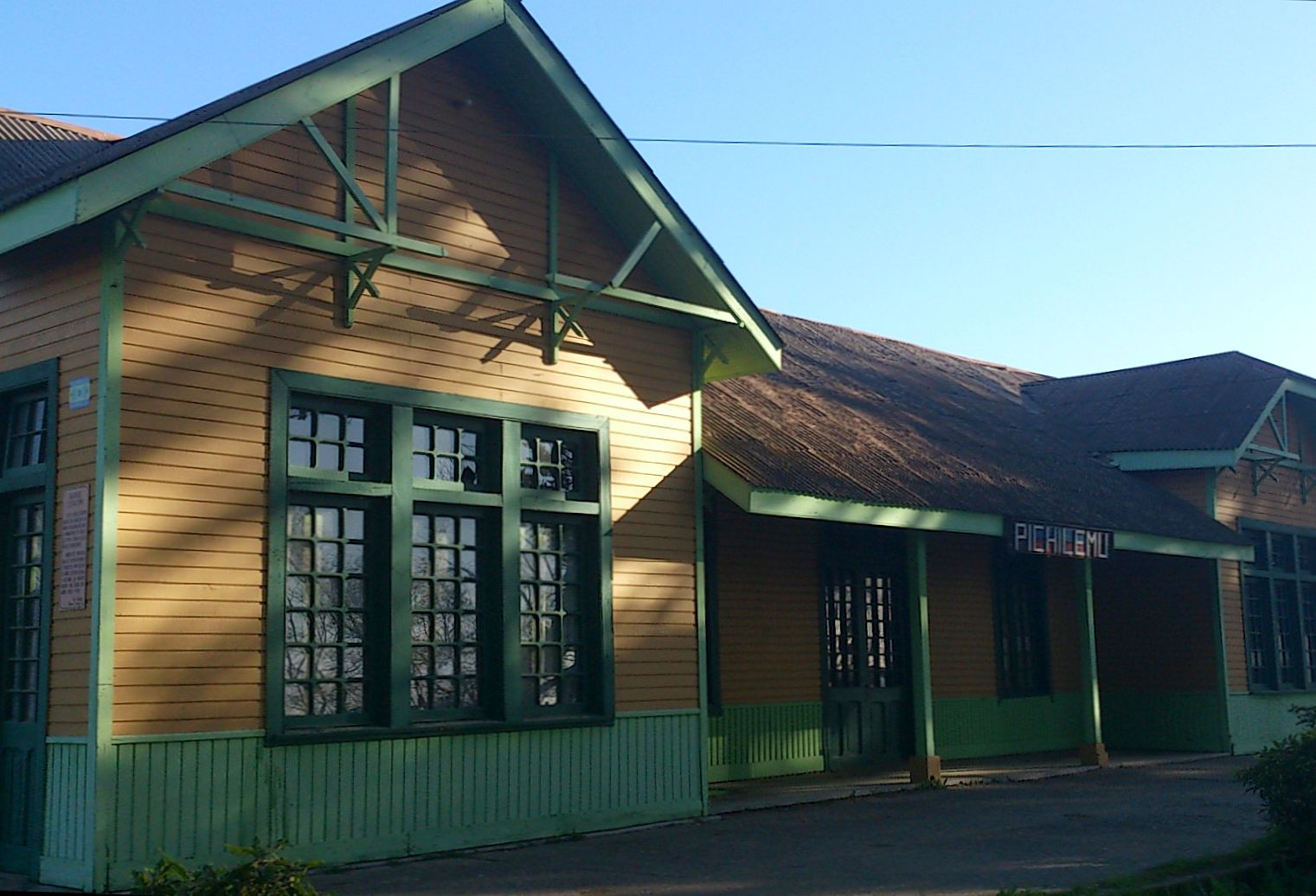
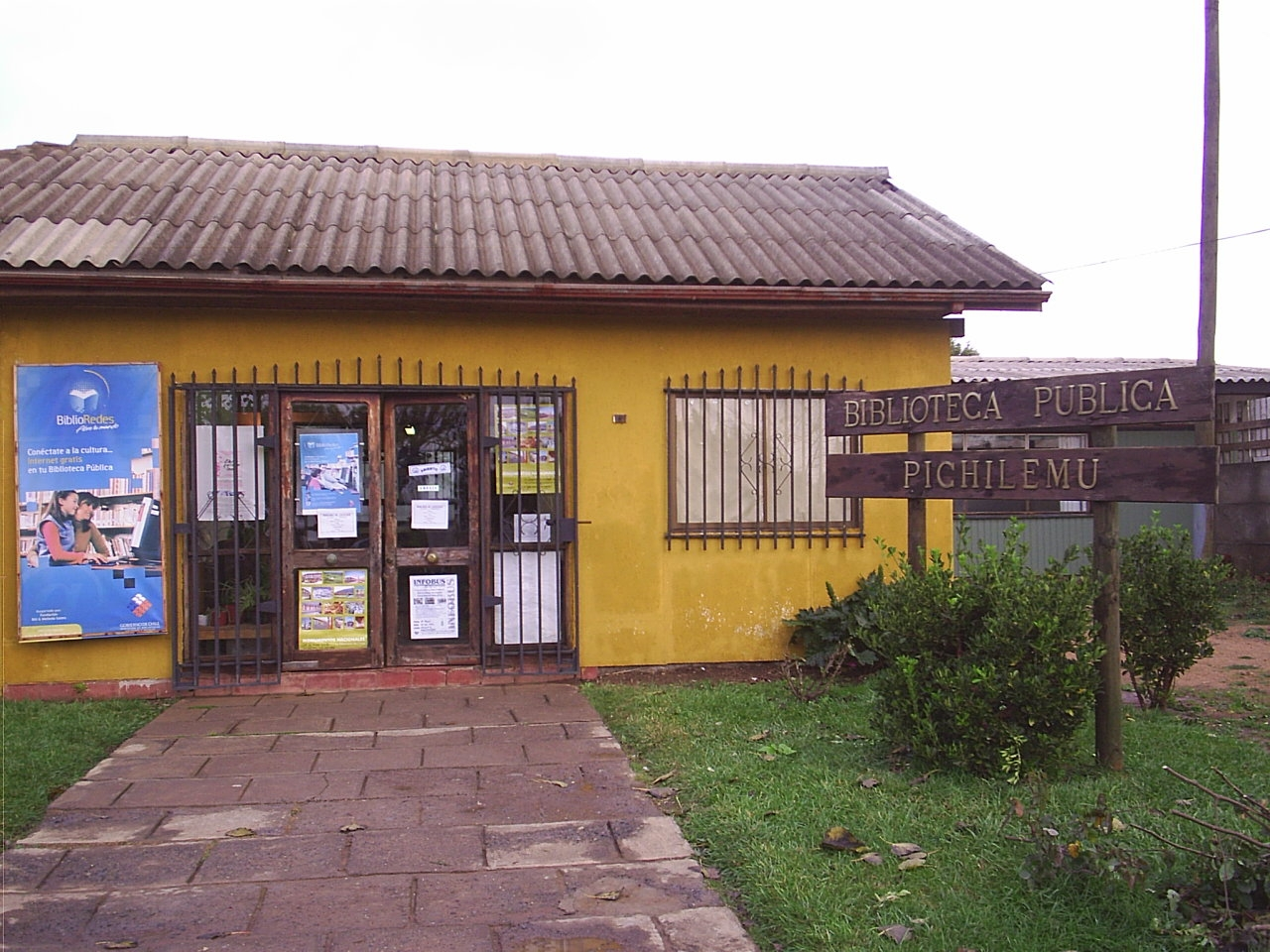
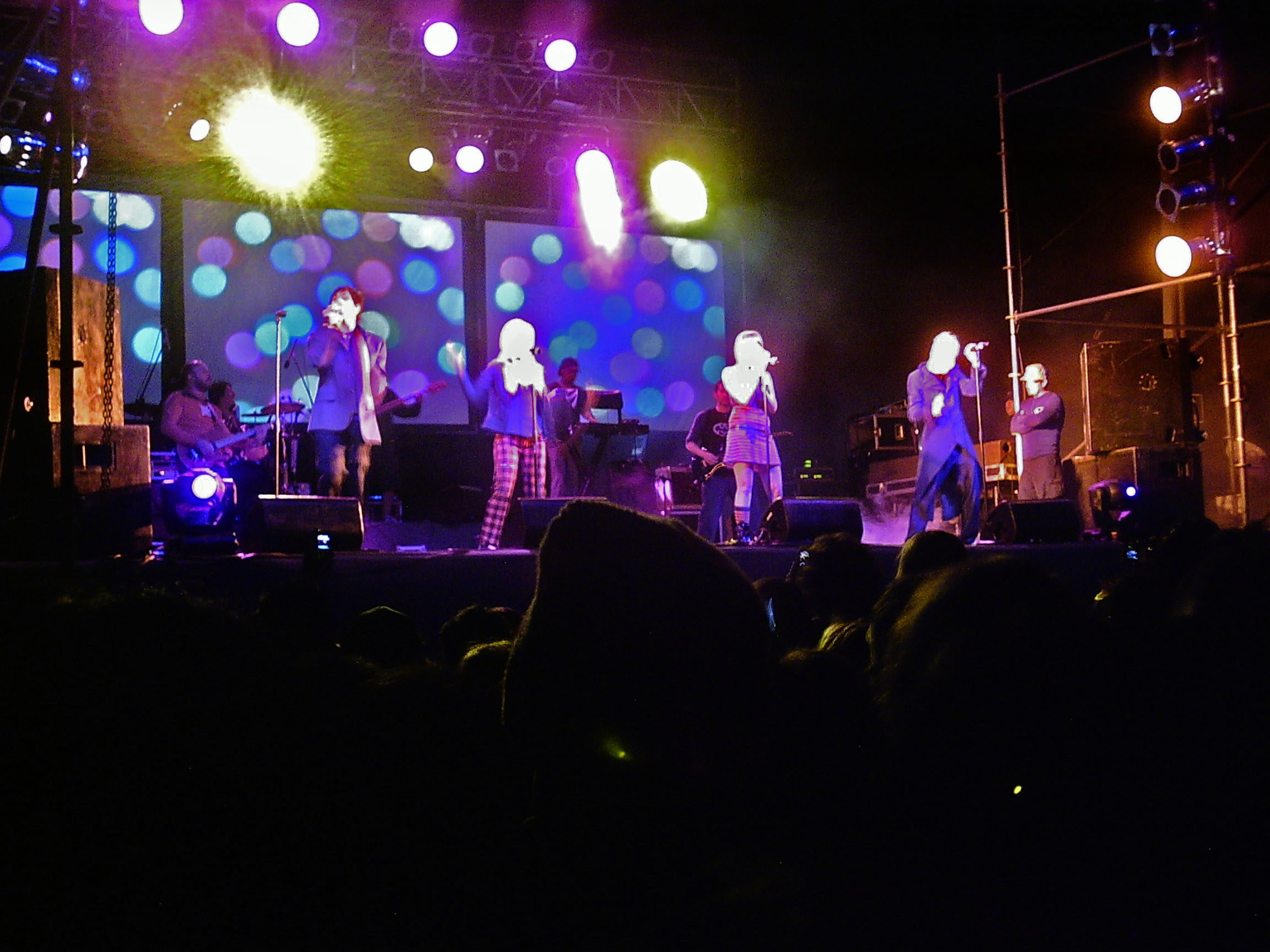
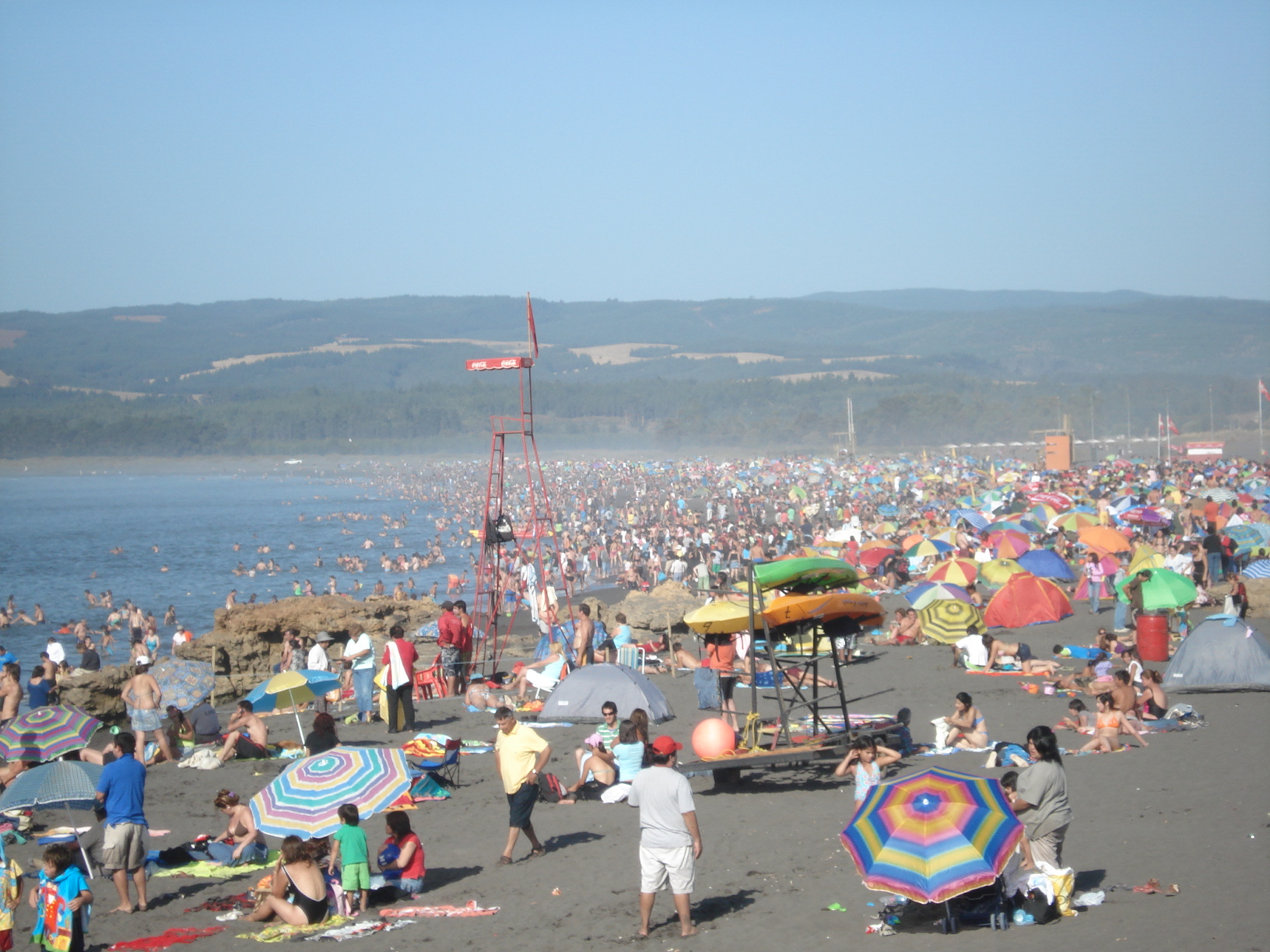
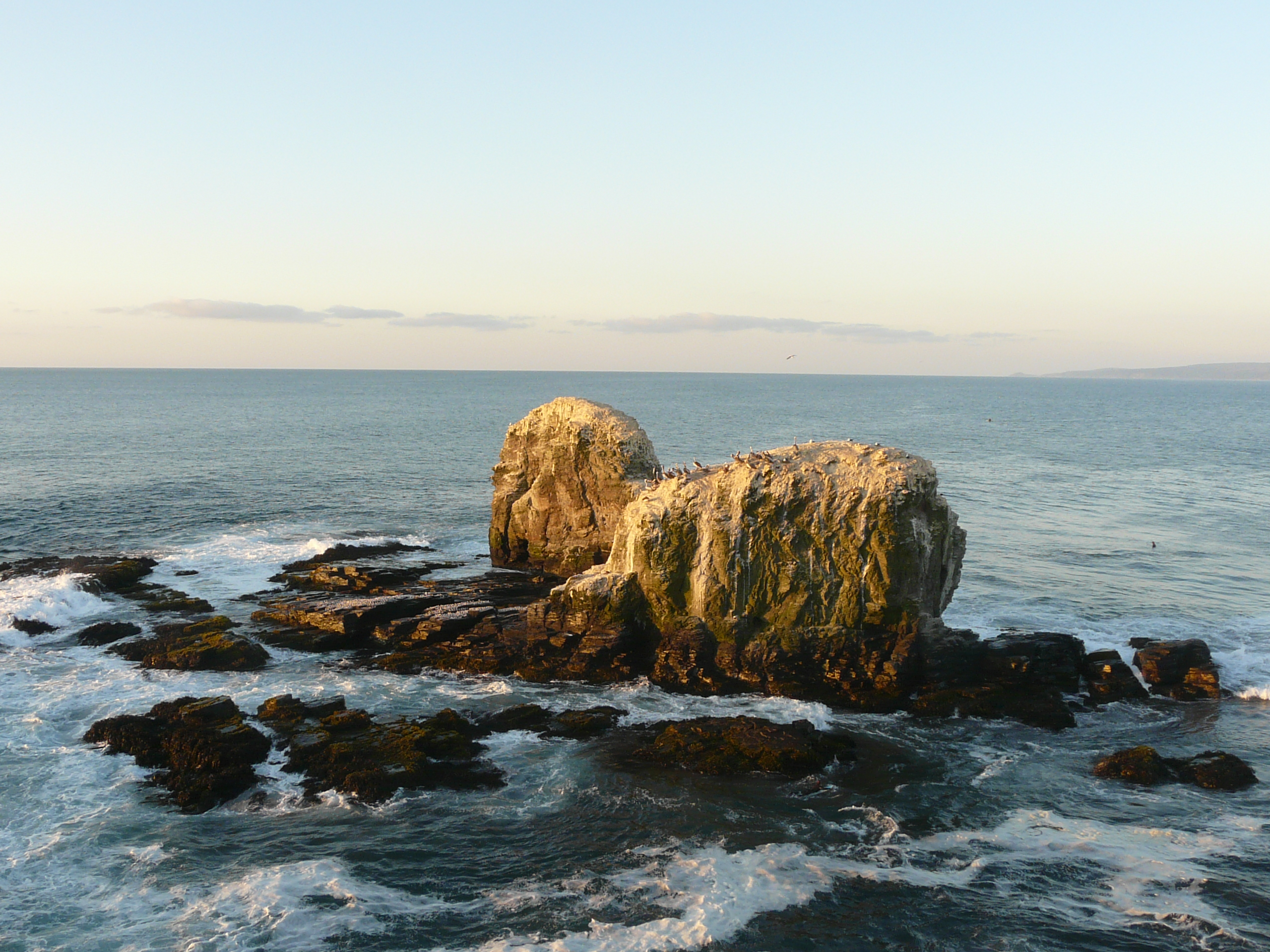
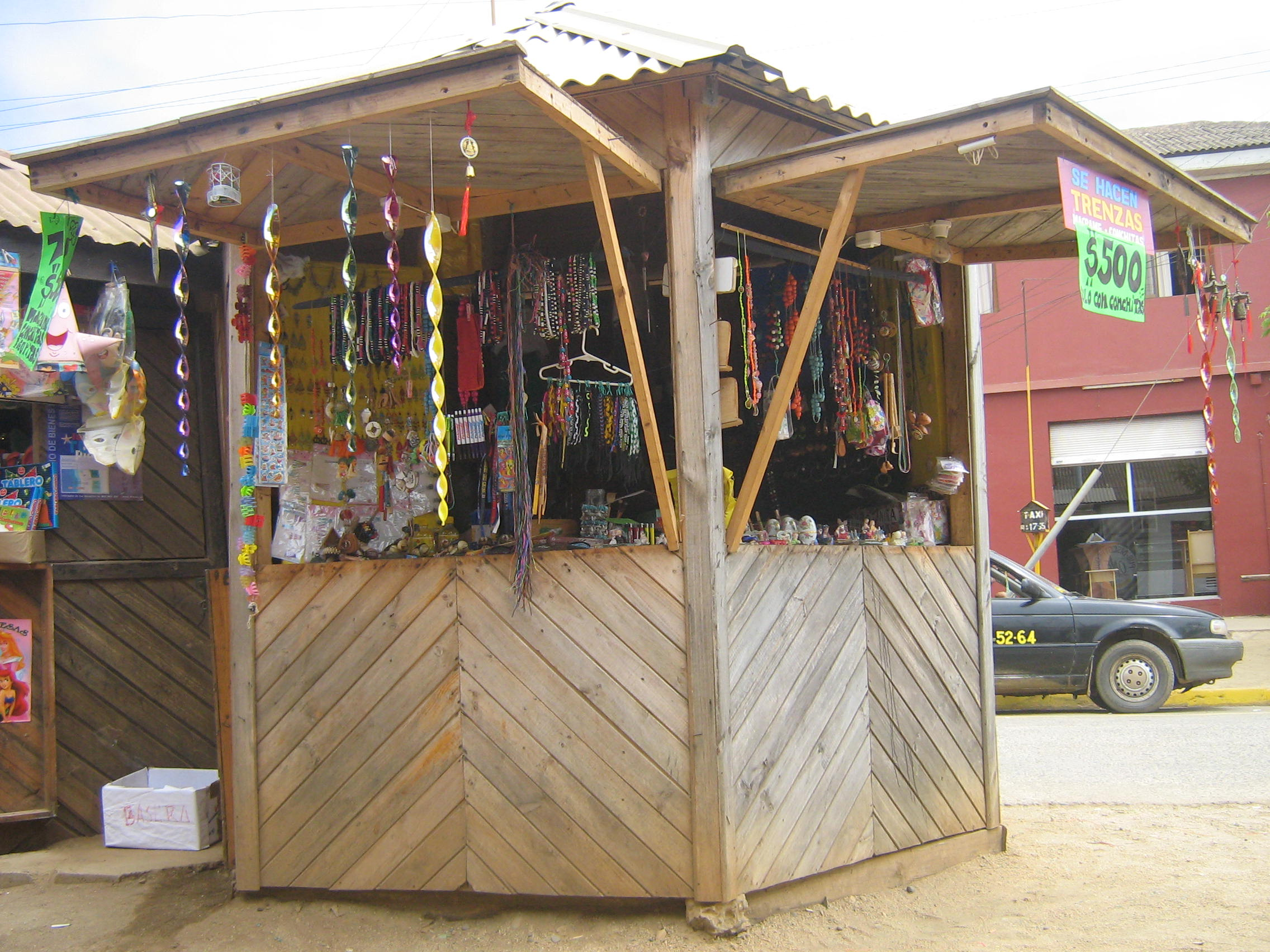
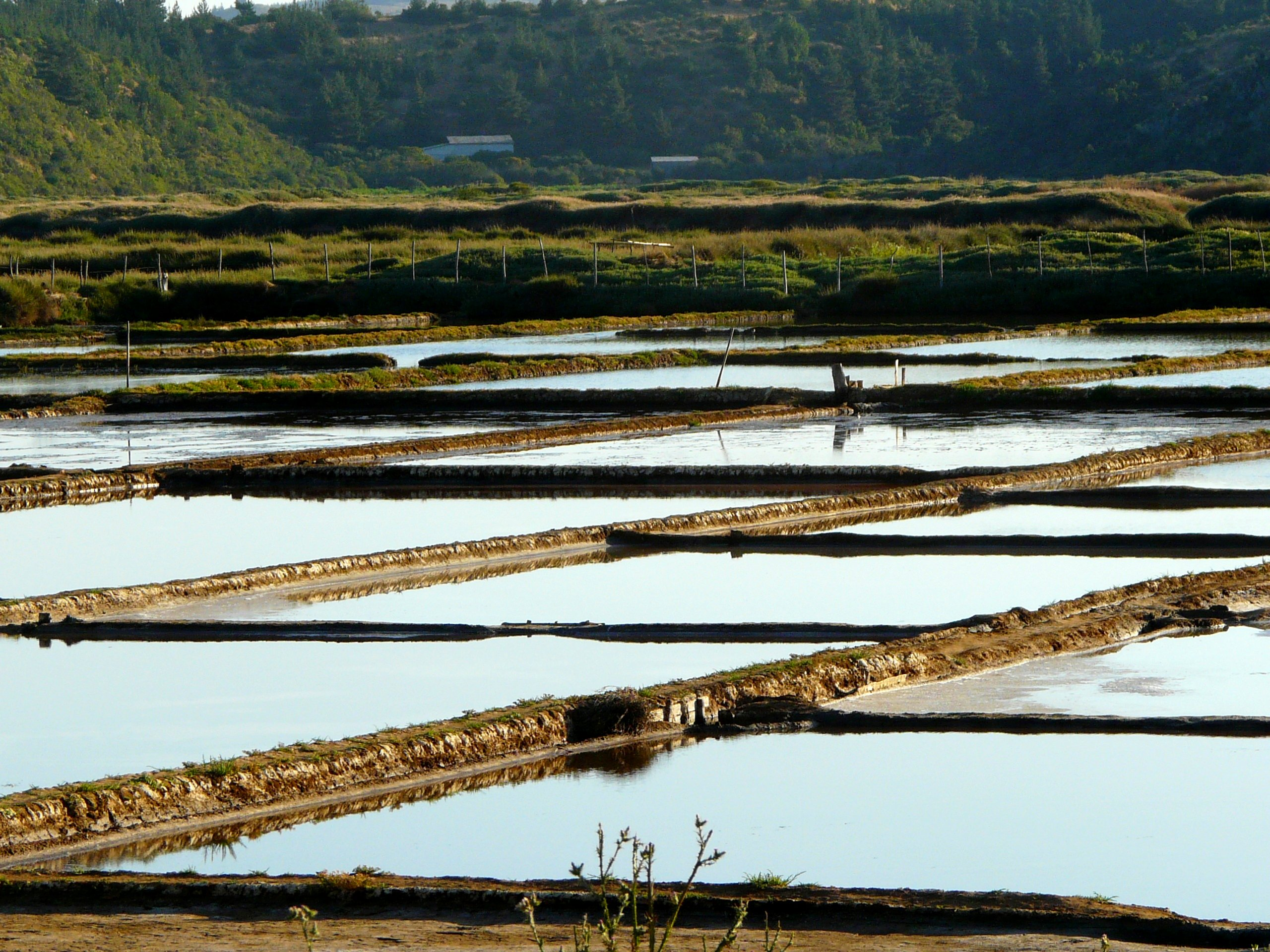
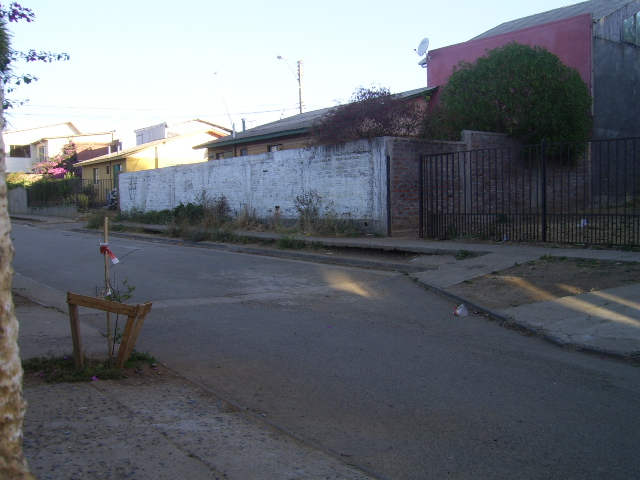

## 重大地震
- 2010年智利皮奇莱穆地震
- 1985年智利皮奇莱穆地震